# Harley Gerald Veasey
Harley Gerald Veasey, britanski general, * 1896, † 1982.